# Ophiura ophiura
Ophiura ophiura è un echinoderma appartenente al genere Ophiura.

## Distribuzione e habitat
Le O. ophiura sono particolarmente diffuse in Norvegia, nelle isole Lofoten, e in Gran Bretagna (precisamente nelle isole scozzesi), oltre che in altri punti del Mare del Nord, nelle acque profonde fino a dieci metri. Questi echinodermi prediligono gli ambienti sabbiosi o fangosi, a volte anche parzialmente paludosi.

## Caratteristiche
In questa stella la colorazione esterna è molto ridotta rispetto a quella di altre stelle marine. Questo è dovuto alla più alta necessità di mimetizzazione. Il disco centrale ha un diametro mediamente di tre centimetri. Gli arti sono piuttosto corti, e misurano 3,5 volte il diametro del disco.
Una specie simile all'O. ophiura è O. sarsi, di grandezza equivalente a questa.